# 日田市立咸宜小学校
日田市立咸宜小学校（ひたしりつ かんぎしょうがっこう）は、大分県日田市にある公立小学校。
校名の「咸宜」は、当校のルーツであり、隣接する咸宜園に因む。

## 沿革
- 1873年（明治6年） - 咸宜園講堂を用い、堀田学校として開校。
- 1979年（昭和54年）4月 - 日田市立前月隈小学校を、咸宜小学校と桂林小学校に分割。

## 通学区域
- 日田市
  - 中央通1丁目、「三本松1丁目」、「三本松2丁目」、「三本松新町」、「淡窓1丁目」、「淡窓2丁目」、「中城町」、「港町」、「田島町」、「豆田町」、「丸の内町」、「田島1丁目」、「田島2丁目」、「田島本町」、「田島3丁目」

卒業生は基本的に日田市立東部中学校、日田市立北部中学校、日田市立三隈中学校へ分かれて進学する。

## 周辺
北側は豆田町の歴史的な街並へ連なっている。
- 咸宜園
- 日田郵便局

## アクセス
- JR九州久大本線 日田駅から北西へ500m
- 日田バス 大原前にて下車